# Clausirion comptum
Clausirion comptum là một loài bọ cánh cứng trong họ Cerambycidae.